# El inocente (serie de televisión)
El inocente es una serie española de televisión original de Netflix, estrenada el 30 de abril de 2021 en 190 países del mundo. La serie narra la vida de un exencarcelado que trata de rehacer su vida, no confía en casi nadie y trata de descubrir la verdad que le rodea. 
La serie está basada en la novela del mismo nombre de Harlan Coben, y adaptada por Oriol Paulo y Jordi Vallejo. Está protagonizada por Mario Casas, Aura Garrido, Alexandra Jiménez, Juana Acosta y José Coronado, entre otros. Cuenta con una única temporada de ocho capítulos, con una duración aproximada de 50 minutos por episodio.

## Sinopsis
Mateo Vidal, un exconvicto trata de reconducir su vida cuando su mujer, Olivia, recibe una extraña llamada y desaparece posteriormente. Mateo trata de descubrir lo sucedido que se relaciona con el mundo de la prostitución y el chantaje.

## Trama
Una noche, hace nueve años, Mateo intercedió inocentemente en una pelea que acabó con un homicidio negligente. Pasado un tiempo, es ahora un exconvicto que se encuentra cerca de hallar la estabilidad. Su pareja, Olivia, está embarazada, y los dos están a punto de conseguir la casa de sus sueños. Una inexplicable llamada desde el móvil de Olivia desconcierta a Mateo, que comenzará una frenética carrera por descubrir la verdad. Además, Lorena, una inspectora de policía, en pleno desarrollo de una investigación por el suicidio de una monja comienza a asistir con extrañeza a los acontecimientos que se suceden, la relación con el caso de Mateo e intentando encajar todas las piezas. 
En esta serie también tendrá relevancia el papel de Teo Aguilar, de la Unidad de Delitos Especiales, y el de la propia Unidad que conducirán al espectador desde la estabilidad basada en la mentira a la realidad oculta que aflora cuando todos la daban por pasada.

## Reparto

### Elenco principal
- Mario Casas como Mateo «Mat» Vidal Rivera
- Aura Garrido como Olivia Costa / Cándida Isabel Russo
- Alexandra Jiménez como Inspectora Lorena Ortiz
- José Coronado como Teo Aguilar
- Martina Gusmán como Kimmy Dale / Martina Díaz
- Juana Acosta como Emma Durán Mazas / María Luján Calvo
- Gonzalo de Castro como Jaime Vera
- Ana Wagener como Sonia Miralles
- Miki Esparbé como Aníbal Ledesma
- Xavi Sáez como Ibai Sáez
- Anna Alarcón Visús como Zoe Flament
- Susi Sánchez como Irene Baltierre

### Elenco secundario
- Mima Riera como Mara Bernal
- Jordi Coll como Ismael Vidal Rivera
- Alejandro Albarracín como Hugo Navarro
- Ariadna Cabrol como Eva
- Santi Pons como Rodrigo Gallardo
- Mireia Vilapuig como Carla
- Martín Noriega como Max
- Cocó Salvador como Alex
- Eudald Font como Daniel Vera Miralles
- Joan Pedrola como Marcos Lizarraga
- Pedro Hernández como Roberto Aranda
- Alex Ricart como Gonzalo
- Alex Brull como Oscar
- Carla Ricart como Lidia
- Cristina Murillo como Ana
- Alzira Gómez como Celia Abellán
- Oriol Vila como Bruno Soto
- Javier Beltrán como Óscar Crespo
- Josean Bengoetxea como Comisario Oliete
- Lluïsa Mallol como Coronel Amanda Prieto
- Zoé Arnao como Claudia
- Montse Morillo como Carmen
- Nico Conde como Javi
- David Vert como José
- Ainhara Rodríguez como Lorena Ortiz (niña)
- Carla Moran como Olivia costa (niña)
- Miquel Sitjar como Toni Osias
- Xavi Lite como Matías Oddone
- Cristina Genebat como Bea
- Joana Belmonte como Sofía Aguilar
- Oriol Guinart como Carlos
- Louise Good como Laura
- Asia Ortega como Cassandra
- Frank Feys como Friedman
- Aina Planas como Paula
- Albert Pérez como Miguel Torralba

## Producción
En abril de 2019, Netflix anunció la adaptación de la novela de Harlan Coben El inocente, cuyo director sería Oriol Paulo y el equipo de producción estaría liderado por Belén Atienza. El 22 de noviembre de 2019 comenzó el rodaje de la serie. Además, ese mismo mes se anunciaron a los tres primeros actores: Mario Casas, Aura Garrido y Alexandra Jiménez. En octubre de 2020 se anunció a todo el reparto principal de la serie, aparte de los tres actores ya anunciados: Martina Gusmán, Juana Acosta, Gonzalo de Castro, Ana Wagener, Miki Esparbé, Xavi Sáez, Anna Alarcón y Susi Sánchez.

### Promoción y marketing
A principios de abril de 2021, se anuncia la fecha de estreno de la serie, siendo el viernes, 13 de abril de 2021. Pocos días antes del estreno, la serie comenzó a publicitarse en las principales cadenas españolas (Telecinco, Antena 3) a modo de anuncio publicitario. Además, los principales actores asistieron como invitados a programas como El hormiguero en Antena 3 o Late Motiv en #0 para promocionar la serie. El cartel y tráiler de la serie fue publicitado en Times Square de Nueva York.

## Episodios
| N.º | Título       | Dirigido por | Escrito por   | Fecha de lanzamiento original |
| --- | ------------ | ------------ | ------------- | ----------------------------- |
| 1   | «Episodio 1» | Oriol Paulo  | Oriol Paulo   | 30 de abril de 2021           |
| 2   | «Episodio 2» | Oriol Paulo  | Jordi Vallejo | 30 de abril de 2021           |
| 3   | «Episodio 3» | Oriol Paulo  | Jordi Vallejo | 30 de abril de 2021           |
| 4   | «Episodio 4» | Oriol Paulo  | Oriol Paulo   | 30 de abril de 2021           |
| 5   | «Episodio 5» | Oriol Paulo  | Guillem Clua  | 30 de abril de 2021           |
| 6   | «Episodio 6» | Oriol Paulo  | Oriol Paulo   | 30 de abril de 2021           |
| 7   | «Episodio 7» | Oriol Paulo  | Jordi Vallejo | 30 de abril de 2021           |
| 8   | «Episodio 8» | Oriol Paulo  | Guillem Clua  | 30 de abril de 2021           |